# Overijssel
Overijssel är en provins i östra Nederländerna med 1 145 824 invånare (2016). Provinshuvudstad är Zwolle, men den största staden är Enschede.

## Kommuner
Overijssel består av 25 kommuner (gemeenten):

- Almelo
- Borne
- Dalfsen
- Dinkelland
- Deventer
- Enschede
- Haaksbergen
- Hardenberg
- Hellendoorn
- Hengelo
- Hof van Twente
- Kampen
- Losser
- Oldenzaal
- Olst-Wijhe
- Ommen
- Raalte
- Rijssen-Holten
- Staphorst
- Steenwijkerland
- Tubbergen
- Twenterand
- Wierden
- Zwartewaterland
- Zwolle